# Сърдаринска област
Сърдаринска област (на узбекски: Sirdaryo viloyati) е една от 12-те области (вилояти) на Узбекистан. Площ 5100 km² (12-о по големина в Узбекистан, 1,14% от нейната площ). Население на 1 януари 2019 г. 805 134 души (най-малката по население в Узбекистан, 2,4% от нейното население). Административен център град Гулистан. Разстояние от Ташкент до Гулистан 118 km.

## Историческа справка
Всичките 5 града в областта са признати за такива по време на съветската власт в периода от 1957 г. (Янгиер) до 1972 г. (Ширин). Сегашният град Гулистан под името Мирзачул първично първично е бил град за известно време през 1923 г., след това от 1952 г. до март 1960 г. и през 1961 г. за трети път е обявен за град вече под името Гулистан. Сърдаринска област е образувана на 16 февруари 1963 г. от югозападните райони на Ташкентска област.

## Географска характеристика
Сърдаринска област е разположена в централната, най-тясна част на Узбекистан. На север граничи с Туркестанска област на Казахстан, на юг – със Согдийска област на Таджикистан, на изток – с Ташкентска област и на запад – с Джизакска област. В тези си граници заема площ от 5100 km² (12-о място по големина в Узбекистан, 1,14% от нейната площ). Дължина от север на юг 100 km, ширина от запад на изток 80 km.
Релефът на областта представлява слабо хълмиста равнина с максимална височина до 400 m на юг по границата с Таджикистан, плавно понижаваща се на север. Почти цялата ѝ територия попада в бившата полупустинна област Гладна степ. На изток е широката долина на река Сърдаря.
Климатът е рязко континентален със сравнително мека зима и горещо лято. Средна януарска температура от -2 °C на юг до -6 °C на север, а средна юлска 27 – 29 °C. Годишната сума на валежите е 180 – 220 mm. Продължителността на вегетационния период (минимална денонощна температура 5 °C) в град Гулистан е 218 денонощия.
Основната и единствената река в областта е Сърдаря, протичаща по източната ѝ граница, водите на която се отклоняват по няколко големи напоителни канала: Централногладностепски, Южногладностепски и др.
В напояваните райони почвите са предимно ливадни, а в останалите светлосиви и гипсоносни. Растителността е представена от сухолюбиви храсти (джузгун, астрагал и др.) ефемери и ефемероиди (острица, метличина и др.) и житни треви. Областта се обитава от лисица, многочислени гризачи (лалугер, пустинна мишка, пясъчник), влечуги (змии, гущери, костенурки), а птиците са представени от саксаулна сойка, пустинно коприварче и др.

## Население
На 1 януари 2019 г. населението на Сърдаринска област област е наброявало 805 134 души (2,4% от населението на Узбекистан). Гъстота 157,87 души/km².

## Административно-териториално деление
В административно-териториално отношение Саърдаринска област се дели на 8 административни района (тумани), 5 града, в т.ч. 3 града с областно подчинение и 2 града с районно подчинение и 20 селища от градски тип.

### Административни райони (тумани)
1. Акалтински район – административен център сгт Сардоба, селища от градски тип 1 + 1 броя: Фергана
2. Баяутски район – административен център сгт Баяут, селища от градски тип 3 + 1 броя: Баяут (жп гара), Дустлик, Марказ
3. Гулистански район – административен център сгт Дехканабад, селища от градски тип 3 + 1 броя: А.Турдиев, Бешбулак, Улугбек
4. Хавастки район – административен център сгт Хаваст, селища от градски тип 1 брой
5. Мирзаабадски район – административен център кишлак Навруз, селища от градски тип 3 броя: Гулистан, Ташкент, Шурузак
6. Сардобински район – административен център сгт Пахтаабад, селища от градски тип 1 брой
7. Сайхунабадски район – административен център сгт Сайхун, селища от градски тип 1 брой
8. Сърдарински район – административен център гр. Сърдаря, 1 град: Бахт; селища от градски тип 4 броя: Ахунбабаев, Дж. Маманов, Куйош, Малек

### Градове

#### Градове с областно значение
- Гулистан
- Ширин
- Янгиер

#### Градове с районно значение
- Бахт
- Сърдаря